# F.L.Y.
F.L.Y.는 라트비아의 3인조 음악 그룹이다. 유로비전 송 콘테스트 2003에서 라트비아 대표로 참가했다. 

## 구성원
- 마르틴슈 프레이마니스 (Mārtiņš Freimanis)
- 라우리스 레이닉스 (Lauris Reiniks)
- 야나 카이 (Yana Kay)